# ツユ
ツユは、日本の音楽ユニットである。

## 概要
2019年6月12日、ツユとして初の楽曲である『やっぱり雨は降るんだね』が、ギター・コンポーザー担当であるぷすのYouTubeチャンネルに投稿された。
2019年10月29日、ツユを立ち上げたコンポーザーのぷすは本ユニットの結成にあたり、Twitter (現: X) にて「ツユはできる限り個人の力で大きくしていきたい」と述べた。
2020年2月19日、1stアルバム『やっぱり雨は降るんだね』をリリースし、同年3月12日に各配信サービスにて本アルバムが配信された。
2020年2月28日、『太陽になれるかな』から、ピアノ担当のmiroが加入。
2021年7月14日、2ndアルバム『貴方を不幸に誘いますね』をリリースした。
2022年1月23日、メンバーのおむたつとAzyuNの卒業を発表した。
2022年12月31日、ぷすのXにて、2023年1月に『株式会社ツユ』を設立することを発表した。
2023年5月19日、公式ファンクラブ『株式会社ツユ』の設立を発表した。
2023年6月12日、前述のぷすによるツイートのこともありツユは長らくレーベルと契約は行っていなかったが、3rdアニバーサリーワンマンLive『雨模様』にて 2022年の春頃からメジャーレーベルであるポニーキャニオンに所属し2年契約で活動していたことを発表した。
2023年11月12日、ぷすの独断により、2024年1月から開催する全国ツアー「ツユ LIVE TOUR 2024 『革命前線』を最後に活動を一時休止することを発表した。
2024年2月4日、ツアーファイナルにて、ぷすより解散回避宣言がなされ、活動方針に変更を加えて活動を継続することになった。
2024年5月6日、miroが6月16日のワンマンライブをもって卒業することが発表された。あわせてmiroが2年がかりで制作したピアノソロアルバム『TUYU Piano Collection』が6月12日に発売されることも発表された。
2024年6月1日、公式SNSのXにて、前日に起きたぷすの事件を受けて、前述のピアノソロアルバムの発売中止、6月に予定されていたライブ2公演の開催中止が発表された。
2024年6月6日、KONAMIが各ゲームの公式サイトにて「ぷすによる事件の社会的影響を考慮した」として、楽曲が収録されていた同社の音楽ゲーム、BEMANIシリーズ各機種から当グループ、ぷすが関与した楽曲が一斉に削除された。6月12日には、セガが音楽ゲーム『maimai でらっくす』、『CHUNITHM』、『オンゲキ』とアーケードレーシングゲーム『頭文字D THE ARCADE』から関与楽曲を順次削除することを発表し、セガとColorful Paletteによる『プロジェクトセカイ』開発チームと、Pigeon Games、『phigros公式 X』PeroPeroGames『Muse Dash公式X』も関与楽曲の配信停止を発表している。
2024年6月8日、公式SNSのXにて、今後の活動に関しての声明文が公開され、ぷす以外の各メンバー、サポートスタッフが今後ツユとしての活動を行わないことを発表し、事実上の活動終了となった。なお、元々16日に卒業予定だったmiroは、16日をもってツユのメンバーとしての活動を終了したことを自身のXで改めて報告している。
2024年7月5日、プロジェクトセカイ公式から、｢7月9日のメンテナンスで当該の2曲のアプリ内からの削除、各配信サイトでの配信停止を行う｣旨の発表がされた。
2024年11月26日、公式SNSのXにて、12月31日23時59分をもって全楽曲の配信を停止すると発表。
しかし配信停止予定日の31日に行ったアンケートで削除反対が多数だったことを受け、翌2025年1月1日、Xにて配信停止の「撤回(削除猶予処分)」、およびぷすの「解任」を発表した。

## メンバー

### 活動終了時のメンバー
ぷす
作詞作曲・ギター担当兼プロデューサー兼株式会社ツユの社長。現在までにツユとして公開された全ての楽曲の作詞作曲を手掛けているグループのコンポーザーである。また、ツユとして活動する以前には歌い手やボカロPとしても活動していたが、ツユが結成される年の自身の誕生日に歌い手としての引退を発表した。2024年5月31日に殺人未遂の容疑で逮捕されたが、8月30日付で不起訴処分となり釈放された。
礼衣（れい）
ボーカル担当。2022年2月1日にインスタグラムアカウントを開設した。
2025年3月からは、週刊少年サンデーとMAISONdesによるプロジェクト「日曜日のメゾンデ」のボーカルとして活動している。
miro（ミロ）
ピアノ担当。加入後ツユのピアノアレンジ部分は全て自ら手がけている。即興演奏を得意とするピアニスト。以前には有名アーティストのライブサポート、ピアノアレンジ、レコーディング、CM等に参加。ニコニコ動画、YouTubeに演奏動画投稿、配信動画アプリのツイキャスなどで定期的に演奏を配信している。2024年6月16日のワンマンライブを最後にツユを卒業する予定だった。

### 旧メンバー
おむたつ（活動開始時 - 2022年1月23日）
イラスト・デザイン担当。「たついこと」名義で漫画家としても活動しており、2019年10月18日発売の『月刊Gファンタジー』11月号（スクウェア・エニックス）より同誌にて「SCARS」を連載している。2022年1月23日でツユを卒業した。
AzyuN（あじゅん、活動開始時 - 2022年1月23日）
動画・デザイン担当。2022年1月23日でツユを卒業した。卒業以降もツユの楽曲のミュージックビデオの動画を担当している。サポートスタッフとしてツユの事実上の活動終了時まで関わっていた。

## 収録機材
- 1stマイク：NEUMANN U67
- 2ndマイク：SONY C-800G
- マイクプリ：RND Shelford Channel AMS Neve 1073DPA NEVE 1272 racked by Brent Averill

- コンプレッサー：Retro 176

## ディスコグラフィ

### 配信限定シングル
|                              | 配信日                       | タイトル                               | 販売形態                     | 規格品番                     | 収録アルバム                 |
| TUYU Records（インディーズ） | TUYU Records（インディーズ） | TUYU Records（インディーズ）           | TUYU Records（インディーズ） | TUYU Records（インディーズ） | TUYU Records（インディーズ） |
| ---------------------------- | ---------------------------- | -------------------------------------- | ---------------------------- | ---------------------------- | ---------------------------- |
| 1st                          | 2020年6月01日                | くらべられっ子 (TUYU Remix)            | デジタル・ダウンロード       | -                            | アルバム未収録               |
| 2nd                          | 2020年6月27日                | 雨を浴びる                             | デジタル・ダウンロード       | -                            | 貴方を不幸に誘いますね       |
| 3rd                          | 2020年8月24日                | 泥の分際で私だけの大切を奪おうだなんて | デジタル・ダウンロード       | -                            | 貴方を不幸に誘いますね       |
| 4th                          | 2020年8月28日                | 過去に囚われている                     | デジタル・ダウンロード       | -                            | 貴方を不幸に誘いますね       |
| 5th                          | 2020年12月27日               | ルーザーガール                         | デジタル・ダウンロード       | -                            | 貴方を不幸に誘いますね       |
| 6th                          | 2021年2月01日                | かくれんぼっち                         | デジタル・ダウンロード       | -                            | 貴方を不幸に誘いますね       |
| 7th                          | 2021年4月26日                | デモーニッシュ                         | デジタル・ダウンロード       | -                            | 貴方を不幸に誘いますね       |
| 8th                          | 2021年7月04日                | 忠犬ハチ                               | デジタル・ダウンロード       | -                            | 貴方を不幸に誘いますね       |
| 9th                          | 2021年8月15日                | 奴隷じゃないならなんですか?            | デジタル・ダウンロード       | -                            | 貴方を不幸に誘いますね       |
| 10th                         | 2021年10月11日               | 終点の先が在るとするならば。           | デジタル・ダウンロード       | -                            | 貴方を不幸に誘いますね       |
| PONY CANYON（メジャー）      |                              |                                        |                              |                              |                              |
| 11th                         | 2022年5月25日                | いつかオトナになれるといいね。         | デジタル・ダウンロード       | PCSP-04185                   | アンダーメンタリティ         |
| 12th                         | 2022年7月27日                | アンダーキッズ                         | デジタル・ダウンロード       | PCSP-04253                   | アンダーメンタリティ         |
| 13th                         | 2022年9月28日                | 雨模様                                 | デジタル・ダウンロード       | PCSP-04474                   | アンダーメンタリティ         |
| 14th                         | 2022年10月30日               | どんな結末がお望みだい?                | デジタル・ダウンロード       | PCSP-04541                   | アルバム未収録               |
| 15th                         | 2023年1月15日                | 傷つけど、愛してる。                   | デジタル・ダウンロード       | PCSP-04665                   | アンダーメンタリティ         |
| 16th                         | 2023年3月15日                | これだからやめらんない!                | デジタル・ダウンロード       | PCSP-04590                   | アンダーメンタリティ         |
| 17th                         | 2023年4月25日                | アンダーヒロイン                       | デジタル・ダウンロード       | PCSP-04983                   | アンダーメンタリティ         |
| TUYU                         |                              |                                        |                              |                              |                              |
| 18th                         | 2023年10月30日               | 革命前線                               | デジタル・ダウンロード       | -                            | アルバム未収録               |
| 19th                         | 2024年4月15日                | それでも雨は降るんだね                 | デジタル・ダウンロード       | -                            | アルバム未収録               |

### アルバム
|                         | 発売日               | タイトル               | 販売形態             |                      | 品番                 | オリコン最高位       |
| TUYU（インディーズ）    | TUYU（インディーズ） | TUYU（インディーズ）   | TUYU（インディーズ） | TUYU（インディーズ） | TUYU（インディーズ） | TUYU（インディーズ） |
| ----------------------- | -------------------- | ---------------------- | -------------------- | -------------------- | -------------------- | -------------------- |
| 1st                     | 2020年2月19日        | やっぱり雨は降るんだね | CD                   | 通常盤               | TUYU-0001            | 16位                 |
| 2nd                     | 2021年7月14日        | 貴方を不幸に誘いますね | CD                   | 通常盤               | TUYU-0002            | 10位                 |
| PONY CANYON（メジャー） |                      |                        |                      |                      |                      |                      |
| 3rd                     | 2023年6月21日        | アンダーメンタリティ   | CD+BD                | 初回限定盤           | PCCA-06204           | 12位                 |
| 3rd                     | 2023年6月21日        | アンダーメンタリティ   | CD+DVD               | 初回限定盤           | PCCA-06205           | 12位                 |
| 3rd                     | 2023年6月21日        | アンダーメンタリティ   | CD                   | 通常盤               | PCCA-06206           | 12位                 |

### ピアノアルバム
|                      | 発売日               | タイトル              | 販売形態             | 品番                 | オリコン最高位       |
| TUYU（インディーズ） | TUYU（インディーズ） | TUYU（インディーズ）  | TUYU（インディーズ） | TUYU（インディーズ） | TUYU（インディーズ） |
| -------------------- | -------------------- | --------------------- | -------------------- | -------------------- | -------------------- |
| 1st                  | 2024年6月19日        | TUYU Piano Collection | CD                   | TUYU-0003            | 発売中止             |

### ミュージックビデオ
| 公開日 | タイトル                               | イラスト | 動画     | 備考                                                                     |
| ------ | -------------------------------------- | -------- | -------- | ------------------------------------------------------------------------ |
| 2019年 | やっぱり雨は降るんだね                 | おむたつ | AzyuN    | 2020年2月19日に発売された1stアルバム名もこの楽曲から取られている。       |
| 2019年 | 風薫る空の下                           | おむたつ | AzyuN    |                                                                          |
| 2019年 | アサガオの散る頃に                     | おむたつ | AzyuN    |                                                                          |
| 2019年 | くらべられっ子                         | おむたつ | AzyuN    |                                                                          |
| 2019年 | あの世行きのバスに乗ってさらば。       | おむたつ | AzyuN    |                                                                          |
| 2019年 | ロックな君とはお別れだ                 | おむたつ | AzyuN    | 初めて公開日が事前に予告された上でYouTubeでプレミア公開された。          |
| 2020年 | 太陽になれるかな                       | おむたつ | AzyuN    | 初めてピアノ担当のmiroが参加した。                                       |
| 2020年 | ナミカレ                               | おむたつ | AzyuN    | このミュージック・ビデオで、第1章「やっぱり雨は降るんだね」が完結した    |
| 2020年 | くらべられっ子 (TUYU Remix)            | おむたつ | Qvy      | アルバム「やっぱり雨は降るんだね」収録楽曲。                             |
| 2020年 | 雨を浴びる                             | おむたつ | AzyuN    | ツユの結成1周年を記念して作られたミュージック・ビデオ。                  |
| 2020年 | 泥の分際で私だけの大切を奪おうだなんて | おむたつ | AzyuN    |                                                                          |
| 2020年 | 過去に囚われている                     | Hurray!  | Hurray!  |                                                                          |
| 2020年 | ルーザーガール                         | おむたつ | AzyuN    | 真っ白なキャンバスに提供したものとは別で、ツユの楽曲として公開された。   |
| 2021年 | かくれんぼっち                         | おむたつ | AzyuN    | 牧島輝に提供したものとは別で、ツユの楽曲として公開された。               |
| 2021年 | デモーニッシュ                         | おむたつ | AzyuN    |                                                                          |
| 2021年 | 忠犬ハチ                               | どろみず | どろみず |                                                                          |
| 2021年 | 奴隷じゃないなら何ですか？             | おむたつ | AzyuN    |                                                                          |
| 2021年 | 終点の先が在るとするならば。           | おむたつ | AzyuN    | このミュージック・ビデオで、第2章「貴方を不幸に誘いますね」が完結した    |
| 2022年 | いつかオトナになれるといいね。         | 双葉陽   | AzyuN    | メンバーのおむたつとAzyuNが卒業後初の楽曲及びミュージック・ビデオ。      |
| 2022年 | アンダーキッズ                         | 双葉陽   | AzyuN    | ポニーキャニオンに配信されている日付が最初の楽曲。                       |
| 2022年 | 雨模様                                 | KICO     | AzyuN    |                                                                          |
| 2022年 | どんな結末がお望みだい?                | 双葉陽   | AzyuN    | 「プロジェクトセカイ カラフルステージ！ feat. 初音ミク」ユニットソング。 |
| 2023年 | 傷つけど、愛してる。                   | 熊味噌   | AzyuN    | TVアニメ「東京リベンジャーズ 聖夜決戦編」エンディングテーマソング。      |
| 2023年 | アンダーヒロイン                       | 双葉陽   | AzyuN    |                                                                          |
| 2023年 | 革命前線                               | KICO     | AzyuN    | ツユ LIVE TOUR 2024「革命前線」メインテーマソング。                      |
| 2024年 | それでも雨は降るんだね                 | KICO     | AzyuN    | 事実上、ツユの最後の作品となる。                                         |

## タイアップ
| 起用年 | 楽曲                                   | タイアップ                                                                       | 出典   |
| ------ | -------------------------------------- | -------------------------------------------------------------------------------- | ------ |
| 2021年 | テリトリーバトル                       | SEGAリズムゲーム『チュウニズム』書き下ろし楽曲                                   | [ 52 ] |
| 2021年 | くらべられっ子                         | KONAMI音楽ゲーム『SOUND VOLTEX』収録楽曲                                         | [ 53 ] |
| 2021年 | 泥の分際で私だけの大切を奪おうだなんて | KONAMI音楽ゲーム『SOUND VOLTEX』収録楽曲                                         | [ 53 ] |
| 2021年 | ナミカレ                               | KONAMI音楽ゲーム『SOUND VOLTEX』収録楽曲                                         | [ 53 ] |
| 2021年 | デモーニッシュ                         | KONAMI音楽ゲーム『beatmania IIDX』収録楽曲                                       | [ 54 ] |
| 2022年 | アサガオの散る頃に                     | SEGAリズムゲーム『プロジェクトセカイ カラフルステージ！ feat. 初音ミク』収録楽曲 | [ 55 ] |
| 2022年 | どんな結末がお望みだい？               | SEGAリズムゲーム『プロジェクトセカイ カラフルステージ！ feat. 初音ミク』提供楽曲 | [ 56 ] |
| 2023年 | 傷つけど、愛してる。                   | TVアニメ『東京リベンジャーズ 聖夜決戦編』エンディングテーマ                      | [ 57 ] |
| 2023年 | これだからやめらんない!                | dアニメストア『アニメってエネルギーだ篇』CMソング                                | [ 58 ] |
| 2023年 | アンダーキッズ                         | SEGAリズムゲーム『ｍaimai』収録楽曲                                              | [ 59 ] |

## ライブ

### イベント
| 年     | 公演                         | 日程                | 会場                 | 出典   |
| ------ | ---------------------------- | ------------------- | -------------------- | ------ |
| 2020年 | The VOCALOID Collection Live | 12月11日 - 12月14日 | 豊洲PIT              | [ 60 ] |
| 2022年 | COUNTDOWN JAPAN 22/23        | 12月28日 - 12月31日 | 幕張メッセ           | [ 61 ] |
| 2023年 | SUMMER SONIC 2023 TOKYO      | 8月19日 - 8月20日   | ZOZOマリンスタジアム | [ 62 ] |
| 2023年 | WILD BUNCH FEST. 2023        | 9月16日 - 9月18日   | 山口きらら博記念公園 | [ 63 ] |